# ДТ-5/8 (самолёт)
ДТ-5/8 — неоконченный проект советского транспортно-десантного самолёта, разработанный конструкторским бюро Антонова.
По задумке представлял собой высокоплан цельнометаллической конструкции с экипажем из пяти человек. Самолёт предполагалось оснастить двумя турбовинтовыми двигателями и специальным шасси типа «сороконожка» с колёсами больших размеров (1200x450 мм), которые обеспечивали высокую проходимость по грунту и снегу.

## История
Проект самолёта ДТ-5/8 не был реализован, но построили деревянный макет носовой части его фюзеляжа с кабиной экипажа. Никаких материалов по проекту Д-5/8 не сохранилось, за исключением двух снимков модели и компоновочной схемы.

## Вооружение
Пушечный комплекс ПВ-23 с двумя авиационными пушками АМ-23.

## Технические характеристики
- полётная масса — 36 600 кг;
- масса перевозимого груза — 8000 кг;
- крейсерская скорость полёта — 450 км/ч;
- максимальная скорость полёта — 500 км/ч;
- дальность полёта — 3000 км;
- практический потолок — 11 500 м;
- время набора высоты 5000 м — 12,5 мин;
- длина разбега и пробега — 400 м;
- посадочная скорость — 140 км/час.